# De laude scriptorum
De laude scriptorum (Übersetzung Lob der Schreiber; auch De laude scriptorum manualium) ist der Titel eines Werkes des Geistlichen und Schriftstellers Johannes Trithemius. Das Werk, das die Vorzüge der handschriftlichen Textvervielfältigung propagiert, entstand in einer Zeit, als das Druckwesen bereits weit verbreitet war. 

## Geschichte
Das Handbuch „De laude scriptorum“ wurde in der Literatur immer wieder als Kuriosum bezeichnet. Es entstand am Ende des 15. Jahrhunderts, als die großen Druckereien mehr und mehr den klösterlichen Skriptorien Konkurrenz machten. Die Anfertigung eines solchen Buches ist allerdings vor allem mit der klösterlichen Prägung des Autors Johannes Trithemius zu erklären. Denn innerhalb der monastischen Reformbewegung des Spätmittelalters spielte die Handschrift eine besondere Rolle. Die Idee zur Anlage eines solchen Textes soll Anfang September 1492 auf der Rückreise vom Bursfelder Generalkapitel im Erfurter Peterskloster aufgekommen sein. Abt Gerlach von Deutz, dessen Konvent ganz neu in die Reihen der Kongregation aufgenommen worden war, bat den bereits etablierten Kapitelsredner Johannes Trithemius um die Abfassung eines Werkes, das die Mönche begeistern sollte, sich der Schreibarbeit hinzugeben.
Trithemius sammelte in dieser Zeit das Material für seine Schriftstellerkataloge, die unter den Namen „De viris illustribus ordinis sancti Benedicti“ und „Catalogus illustrium virorum Germaniae“ wenige Jahre später erscheinen sollten. Das Werk war bereits am 8. Oktober 1492 vollendet und wurde mit einem auf diesen Tag datierenden Widmungsbrief an Abt Gerlach als Prolog nach Deutz gesandt. Trithemius bezog in der Auseinandersetzung zwischen Schreibern und Druckern eine vermittelnde Position, das Alte nicht aufzugeben und das Neue zuzulassen. In den folgenden Monaten überarbeitete Trithemius sein Werk allerdings immer wieder, wobei er vor allem stilistische Korrekturen vornahm. Zwei Jahre später wurde das „Lob der Schreiber“ in Druck gegeben. Trithemius beauftragte die von ihm immer wieder herangezogene Mainzer Offizin des Peter von Friedberg beauftragte. Ein zweites Mal wurde die Schrift im Jahr 1605 in der Textsammlung des Johannes Busaeus „Opera pia et spirtualia“ aufgenommen. In den 1970er Jahren wurde die Arbeit ins Englische übersetzt, 1997 folgte eine Übertragung ins Italienische.

## Inhalt
Das Buch des Johannes Trithemius ist in 16 Kapitel eingeteilt, die sich inhaltlich allerdings teilweise doppeln. Es wurde in Mittellatein verfasst. Trithemius stellt seinem Werk als Vorrede einen Brief an Abt Gerlach von Deutz voran, auf dessen Betreiben er mit der Arbeit am Handbuch begonnen hat. In mehreren Kapiteln schreibt der Abt von den berühmten Bücherliebhabern, darunter dem heiligen Pamphilos von Caesarea, Augustinus von Hippo, Origenes, Hieronymus, Ambrosius von Mailand, Cassiodor, Beda, Alkuin, Hrabanus Maurus, Regino von Prüm und Petrus Damiani. Pamphilus und Petrus Damiani stellt er zusammen mit dem heiligen Martin von Tours darüber hinaus auch als Verfasser von Traktaten zur Schreibtätigkeit vor. Neben christlich-karolingischen Autoren spielen auch griechisch-römische Schriftsteller wie Peisistratos, Plato und Aristoteles in Trithemius’ einleitenden Kapiteln eine Rolle.
Anschließend geht Trithemius auf die Schreibtätigkeit der Mönche in den Klostern ein. Er betont die grundsätzliche Notwendigkeit zur körperlichen Arbeit und hebt anschließend das Abschreiben von Büchern als sinnvollste aller Tätigkeiten hervor. Um seine Argumente zu unterstreichen, betont er in schulmäßiger Dialektik das Für und Wider des Schreibens. Die Mönche seien für schwere Handarbeit wenig geeignet, weshalb das Abschreiben für sie der sinnvollste Zeitvertreib sei. Um seine Argumentation zu stützen, hebt der Autor in zwei Kapiteln das Studium der Heiligen Schrift hervor, das durch die Vervielfältigung der Bibel gewährleistet werden könnte. Auch rhetorisch lehnt sich Trithemius eng an die Bibel an, wenn er den Stil an den in der Vulgata verwendeten Duktus anpasst.
Weitere Kapitel stellen die persönlichen Vorteile des Schreibens für die Mönche heraus. In einem Exempel bringt Trithemius die Bedeutung der Arbeit für das ewige Leben in Anschlag: „Bei der Erhebung der sterblichen Überreste eines Mönchs, der sich zu Lebzeiten als eifriger Schriftsteller hervortat, fand man allein die drei Finger, die zum Schreiben benötigt werden, unversehrt vor.“ Allerdings stellt der Autor heraus, dass auch weltliche Schriftsteller in einer gut sortierten Klosterbibliothek nicht fehlen dürfen. Mönche, die nicht schreiben können, sollen den Schreibenden Konventualen als Buchbinder etc. zur Hand gehen. Klaus Arnold identifizierte das gleichnamige Handbuch des Johannes Gerson, die Etymologie des Isidor von Sevilla, das Werk „de universo“ des Hrabanus Maurus und die „Philobiblion“ des Richard de Bury als von Trithemius genutzte Vorlagen.

## Exemplare
Vom ursprünglich vielrezipierten Text der handschriftlichen Ausgaben des Handbuchs haben sich heute lediglich acht erhalten. Besondere Bedeutung hat die heute in der Universitätsbibliothek Kiel aufbewahrte Handschrift, die nachweislich 1492 als Abschrift des originalen Autographs im Kloster Sponheim geschrieben wurde. Sie gelangte ursprünglich aus dem Kölner Kloster St. Heribert nach Kiel. Daneben hat sich das Werk auszugsweise in einer Sammelhandschrift erhalten, die heute in der Universitätsbibliothek Würzburg aufbewahrt wird und dem Kloster St. Stephan entstammt. Wahrscheinlich aus dem Jakobskloster in Mainz stammt eine Ausgabe im dortigen Stadtarchiv. Die Bibliothek des Erfurter Bistumsarchivs bewahrt außerdem eine weitere, nur auszugsweise Ausgabe des „De laude scriptorum“ auf. Darüber hinaus ist das Handbuch in der Biblioteka Jagiellońska im polnischen Kraków, in der Bibliothèque nationale de France in Paris und in der Universitätsbibliothek Heidelberg zu finden. Die Druckausgabe von 1494 ist in vielen Bibliotheken vorhanden und wurde auch mehrfach digitalisiert.

## Ausgabe
- Klaus Arnold (Hrsg.): Johannes Trithemius: De laude scriptorum. Zum Lobe der Schreiber (= Mainfränkische Hefte Bd. 60). Würzburg 1973.